# Ксения дю Лак
„Ксения дю Лак“ (Ξενία du Lac, тоест Ксения на езерото) е историческа хотелска сграда в град Костур (Кастория), Гърция.

## Местоположение
„Ксенѝя“ е разположен на най-високото място на скалистия рид, на който се е развил градът, на 75 m над нивото на Костурското езеро. Намира се в северната част на площад „Дексамени“, като до него е Византийският музей, а в парка на север под него са църквите „Свети Атанасий Безсребренически“ и „Света Богородица Безсребреническа“.

## История
Хотелът е част от програмата „Ксения“ за строеж на хотелски сгради из Гърция, която започва в началото на 50-те години на XX век от новосъздадената Гръцка туристическа организация. Костурският „Ксения“ е дело на двигателя на първата фаза на програмата (1951-1958), директора на техническата служба на Туристическата организация, архитект Хараламбос Сфаелос. Сфаелос освен костурския строи още пет хотела „Ксения“. Целта на грандиозния проект е туристическо развитие, чрез популяризиране на природните и исторически паметници на страната, както и привеждане в съответствие на предоставяните туристически услуги с международните стандарти. Програмата се осъществява предимно в райони с недостатъчна инфраструктура, които не са използвани в достатъчна степен за туризъм, и в които частният капитал избягда инвестиционния риск.
„Ксения дю Лак“ е сред първите четири хотела I категория, планирани в 1951 година заедно с „Ксения Амфитрион“ в Навплио, „Ксения Лито“ на Миконос и „Ксения Делфи“. Тези първи четири хотела е планирано да се финансират с американски пари по Плана „Маршал“, но американската легация на одобрява финансирането на костурския, вероятно поради нежелание да се привличат туристи от Югославия. Така след промяна на плановете изграждането на хотела е пуснато на търг в 1954 година и той е открит в 1955 година от Георгиос Ралис, министър на председателството на правителството в кабинета на Александрос Папагос.
Хотелът е построен на мястото на недовършена сграда, която османските власти започват да строят в 1910 година за турска гимназия, в близост до Гази Евренос джамия. Парцелът е дарен от общината, като площта му е 1967 m2 с 300 m2 застроена площ. Хотелът разполага с 49 легла.
Масовият туризъм и неспособността на държавата да отговори на новите изисквания на туристическия пазар водят до постепенната загуба на рентабилност на хотелите на Гръцката туристическа организация, до отдаването им под наем на физически лица и в много случаи до изоставяне и дори до разрушаване на сградите. Костурският хотел също е изоставен и постепенно започва да се руши. Дем Костур предриема действия за връщане на собствеността над сградата и парцела.
В 2011 година сградата е обявена за паметник на културата.